# Cyberpunk 2077
Cyberpunk 2077 là một trò chơi điện tử hành động nhập vai năm 2020 do CD Projekt phát triển và phát hành. Cốt truyện của trò chơi diễn ra tại Night City, một thế giới mở lấy bối cảnh trong vũ trụ của Cyberpunk. Người chơi nhập vai từ góc nhìn thứ nhất vào một tên lính đánh thuê tên là V, người có khả năng chiến đấu cận chiến và tầm xa, cũng như học được các kỹ năng hack và vận hành máy móc.
Cyberpunk 2077 được phát triển bằng REDengine 4 bởi một đội ngũ khoảng 500 người, nhiều hơn so với trò chơi ngay trước đó của CD Projekt là The Witcher 3: Wild Hunt (2015). CD Projekt đã thành lập một bộ phận mới ở Wrocław, Ba Lan, đồng thời hợp tác với Digital Scapes, Nvidia, QLOC và Jali Research để hỗ trợ cho quá trình phát triển trò chơi. Tác giả của Cyberpunk Mike Pondsmith đóng vai trò cố vấn, và nam diễn viên Keanu Reeves thủ vai một nhân vật chính trong trò chơi. Trò chơi sử dụng âm nhạc tự sáng tác được Marcin Przybyłowicz chỉ đạo sản xuất, cũng như mua bản quyền các bài hát của một số nghệ sĩ khác.
Cyberpunk 2077 được phát hành trên Microsoft Windows, PlayStation 4, Stadia và Xbox One vào ngày 10 tháng 12 năm 2020, và sẽ được phát hành trên PlayStation 5 và Xbox Series X/S vào năm 2021. Trò chơi được khen ngợi về cốt truyện, bối cảnh và đồ họa, nhưng một số yếu tố về lối chơi lại gặp phản hồi trái chiều. Trò chơi cũng bị chỉ trích vì những vấn đề kỹ thuật, đặc biệt là ở các phiên bản dành cho PlayStation 4 và Xbox One.

## Lối chơi

Ảnh chụp màn hình

Cyberpunk 2077 được chơi từ góc nhìn thứ nhất. Người chơi vào vai một tên lính đánh thuê tên là V, và có thể tùy biến giọng nói, khuôn mặt, kiểu tóc, cơ thể, xuất thân và trang phục của nhân vật. Các nhóm chỉ số—Body (thể chất), Intelligence (trí tuệ), Reflexes (phản xạ), Technical (kỹ thuật) và Cool (điềm tĩnh)—chịu ảnh hưởng bởi lớp nhân vật mà người chơi lựa chọn, bao gồm NetRunner (hack), Techie (vận hành máy móc), và Solo (chiến đấu). V phải tìm đến các bác sĩ "ripperdoc" để nâng cấp và mua bộ phận cấy ghép; các thiết bị tiêu chuẩn quân đội thì có thể được mua từ thị trường chợ đen. Độ hiếm của các vật phẩm được thể hiện thông qua một hệ thống màu sắc. V có thể núp, ngắm bắn, chạy, nhảy và trượt trên sàn. Các vũ khí cận chiến cho phép chiến đấu ở cự ly gần. Còn vũ khí tầm xa thì bao gồm ba loại—Power (tiêu chuẩn), Tech (bắn đạn xuyên qua tường và cơ thể người) và Smart (bắn đạn tự tìm mục tiêu)—tất cả đều có thể được tùy biến và điều chỉnh. Có bốn loại sát thương—Physical (vật lý), Thermal (nhiệt), EMP (xung điện từ) và Chemical (hóa học). Càng sử dụng vũ khí, nhân vật sẽ càng nâng cao độ chính xác và tốc độ nạp đạn của mình (được thể hiện qua hành động thực tế của nhân vật). Các thợ vũ khí (Gunsmith) có thể sửa chữa và nâng cấp vũ khí. Người chơi có thể hoàn thành trò chơi mà không cần sát hại bất kỳ ai, bằng cách sử dụng các vũ khí và bộ phận cấy ghép không gây chết người.
Thành phố Night City, California là một thế giới mở bao gồm sáu khu vực—khu tài chính City Center, khu của người nhập cư Watson, khu Westbrook sang trọng, vùng ngoại ô Heywood, khu Pacifica đầy những băng đảng và khu công nghiệp Santo Domingo. Người chơi cũng có thể khám phá khu vực Badlands bao quanh thành phố. V di chuyển bằng chân hoặc trên các phương tiện, trong đó các phương tiện có thể được điều khiển từ góc nhìn thứ nhất hoặc thứ ba. Xe cộ có thể đâm vào người đi bộ. Nếu V phạm pháp, lực lượng cảnh sát có thể sẽ phản ứng tùy thuộc vào địa điểm. Người chơi có thể nghe nhiều đài phát thanh. Chu kỳ ngày-đêm và điều kiện thời tiết sẽ ảnh hướng đến hành vi của các NPC. V sở hữu một căn hộ và một nhà để xe. Ở Night City có những nhân vật không nói tiếng Anh; ngôn ngữ của họ có thể được dịch bằng các bộ phận cấy ghép đặc biệt. "Braindance" là một thiết bị cho phép V sống lại những trải nghiệm của người khác. Lời thoại phân nhánh cho phép người chơi lựa chọn cách hành động và tương tác với NPC khi làm nhiệm vụ. Các nhiệm vụ chính thưởng điểm kinh nghiệm để gia tăng các chỉ số của nhân vật; các nhiệm vụ phụ thì thưởng "street cred" (tiếng tăm trên giang hồ) cũng như mở khóa các kỹ năng, cửa hàng, địa điểm và nhiệm vụ khác. Chúng được giao bởi các nhân vật được biết đến với tên gọi Fixer. Trong suốt trò chơi, V được nhiều người bạn đồng hành hỗ trợ. Người chơi có thể dùng thực phẩm để hồi phục sức khỏe cho nhân vật, và xem các vật phẩm trong hòm đồ của V. Các minigame bao gồm hack, đấm bốc, đua xe, võ thuật và bắn súng tại trường bắn. Lựa chọn của người chơi sẽ dẫn đến những kết cục khác nhau.

## Tóm tắt

### Bối cảnh
Night City là một siêu đô thị ở tiểu bang tự trị North California, Mỹ. Thành phố chịu sự kiểm soát của các tập đoàn và nằm ngoài vòng luật pháp của cả quốc gia lẫn tiểu bang. Đây là một thành phố đầy những xung đột bắt nguồn từ sự hoành hành của nạn chiến tranh băng đảng, cũng như cuộc tranh giành quyền lực của các thế lực thống trị. Thành phố dựa vào máy móc tự động để đáp ứng những nhu cầu hàng ngày như thu gom rác thải, bảo dưỡng cơ sở hạ tầng và giao thông công cộng. Kiến trúc của thành phố chịu ảnh hưởng của bốn thời đại mà nó đã trải qua—Entropism (khô khan), Kitsch (đầy màu sắc), Neo-Militarism (đồ sộ, hùng vĩ) và Neo-Kitsch (sang trọng, xa hoa). Tình trạng vô gia cư rất phổ biến nhưng người nghèo vẫn có thể cấy ghép các bộ phận cơ thể, dẫn đến chứng nghiện phẫu thuật và kéo theo đó là bạo lực. Các mối đe dọa này được khống chế bởi một lực lượng vũ trang tên là Psycho Squad. Đội ngũ Trauma Team chịu trách nhiệm cung cấp dịch vụ y tế khẩn cấp. Vì luôn phải chịu nguy cơ nguy hiểm đến tính mạng, tất cả mọi cư dân đều được phép mang vũ khí một cách công khai.

## Phát triển
Trưởng nhóm kịch bản Sebastian Stępień cho biết trò chơi sẽ có các nhân vật NPC (nhân vật không phải người chơi) nói bằng ngôn ngữ không phải tiếng Anh. Nhân vật người chơi không nói được ngôn ngữ sẽ phải mua một mô cấy ghép để phiên dịch mới hiểu được đối phương nói gì. Stępień cũng cho biết họ sẽ cố gắng để có được người bản xứ lồng tiếng trong game. Stępień đã tuyên bố rằng "bạn không thể chắc chắn việc tái tạo [thứ] tiếng lóng đường phố của Los Angeles hay một số thành phố khác của Mỹ; bạn không thể chỉ đơn giản là gán cho cái tên và tái tạo lại những cảm xúc, nhịp điệu của bài phát biểu, phong cách riêng... Nếu không chúng tôi chỉ đơn giản là nghe diễn viên lồng tiếng Ba Lan đang cố gắng bắt chước giọng Mỹ. Điều đó chẳng mang lại hiệu quả."

## Đón nhận

### Trước khi phát hành
Cyberpunk 2077 đã nhận được hơn 100 giải thưởng tại E3 2018, bao gồm Trò chơi xuất sắc nhất, Trò chơi Xbox One xuất sắc nhất, Trò chơi PC xuất sắc nhất, Trò chơi nhập vai xuất sắc nhất và Trò chơi được yêu thích nhất của IGN, Trò chơi nhập vai xuất sắc nhất và Trò chơi xuất sắc nhất sự kiện của Game Informer, Trò chơi xuất sắc nhất tại E3 của PC Gamer, và Trò chơi xuất sắc nhất sự kiện của GamesRadar+. Trailer thứ hai của trò chơi được đánh giá là một trong những trailer hay nhất tại sự kiện. Sự thay đổi góc nhìn so với The Witcher 3: Wild Hunt từ góc nhìn thứ ba sang góc nhìn thứ nhất gặp phải sự chỉ trích. Cyberpunk 2077 là trò chơi được bàn luận nhiều nhất tại E3 2019, đồng thời nhận được giải Trò chơi xuất sắc nhất tại E3 của GamesRadar+, PC Gamer, Rock, Paper, Shotgun và Ars Technica, cũng như các giải Trò chơi xuất sắc nhất, Trò chơi được yêu thích nhất, Trò chơi PS4 xuất sắc nhất, Trò chơi Xbox One xuất sắc nhất, Trò chơi PC xuất sắc nhất và Trò chơi nhập vai xuất sắc nhất của IGN. Trailer thứ ba của trò chơi được khen ngợi về sự xuất hiện của Keanu Reeves.
Liana Ruppert, một nhà báo của Game Informer mắc chứng động kinh do nhạy cảm với ánh sáng, đã bị co cứng co giật khi chơi trò chơi một vài ngày trước khi nó được phát hành. Cơn co giật được gây ra bởi cảnh "braindance" trong trò chơi, trong đó có những ánh sáng chớp tắt màu đỏ và màu trắng được cho là giống với các thiết bị y tế dùng để cố ý gây ra co giật. Sau khi các nhóm vận động vì người bị động kinh chỉ trích rằng lời cảnh báo về an toàn và sức khỏe của trò chơi là chưa đủ, CD Projekt Red cho biết họ sẽ đưa ra một "giải pháp lâu dài hơn."
Chính sách cấm vận đánh giá nghiêm ngặt của CD Projekt RED không cho phép các nhà phê bình sử dụng video quay lại trò chơi nếu họ muốn công bố bài đánh giá của mình trước khi trò chơi được phát hành. Cũng có nhiều ý kiến nghi ngại về việc tất cả các bài đánh giá đều là về phiên bản PC của trò chơi. Điều này đã làm giảm lòng tin của khách hàng.

### Sau khi phát hành
Phiên bản PC của Cyberpunk 2077 nhận được phản hồi "nhìn chung tích cực" từ giới phê bình theo số liệu của Metacritic. Điểm đánh giá trung bình của trò chơi được các nhà phân tích đánh giá là đáng thất vọng và cổ phiếu của CD Projekt SA đã giảm 9,4% sau khi Metacritic công bố các bài đánh giá. Công ty đã hủy kế hoạch xác định mức thưởng cho các nhà phát triển dựa trên điểm đánh giá, và quyết định sẽ thưởng mức tối đa mà không cần quan tâm đến điểm đánh giá. Phiên bản PlayStation 4 và Xbox One của trò chơi nhận được "đánh giá trái chiều hoặc trung bình".
Các nhà phê bình khen ngợi chất lượng của cốt truyện, chiều sâu và quy mô của các nhiệm vụ phụ, không khí chân thực của thế giới trong trò chơi, chất lượng hình ảnh, cũng như sự mới mẻ của bối cảnh cyberpunk. Một số hệ thống trong trò chơi như chế tạo, lái xe và chiến đấu nhận được những phản hồi trái chiếu. Một số vấn đề kỹ thuật của trò chơi như lỗi và hiệu năng kém (đặc biệt là ở các phiên bản PlayStation 4 và Xbox One) đã nhận rất nhiều chỉ trích.
Vấn đề hiệu năng của trò chơi trên hệ máy console đã khiến CD Projekt phải đưa ra lời xin lỗi, cụ thể là vì đã giữ bí mật về các phiên bản này, và cho biết các khách hàng không hài lòng có thể yêu cầu được hoàn lại tiền. Mặc dù vậy, nhiều người chơi đã không được hoàn lại tiền. Sau đó CD Projekt Red cho biết họ không có thỏa thuận cụ thể nào với cả Microsoft hay Sony để tạo điều kiện cho việc đó; khách hàng có được hoàn lại tiền hay không phụ thuộc vào chính sách của từng công ty.
Vào ngày phát hành, trò chơi được 1 triệu người theo dõi cùng lúc trên Twitch.
Ngày 17 tháng 12 năm 2020, Sony thông báo sẽ hoàn lại tiền cho các khách hàng đã mua Cyberpunk 2077 trên PlayStation Store, cũng như tạm thời gỡ bỏ trò chơi khỏi cửa hàng.

### Doanh số
Cyberpunk 2077 nhận được 8 triệu đơn đặt hàng trên tất cả mọi nền tảng (74% trong số đó là phiên bản điện tử), nhiều hơn so với The Witcher 3: Wild Hunt; một phần ba doanh số trên PC là thông qua GOG.com. Nó đã trở thành trò chơi bán chạy nhất trên Steam tại Trung Quốc. CD Projekt Red cho biết chỉ riêng các đơn đạt hàng điện tử của Cyberpunk 2077 đã đủ để bù lại chi phí sản xuất cũng như chi phí quảng bá trong năm 2020 của trò chơi. Theo một cuộc họp cổ đông của CD Projekt, doanh số của trò chơi sụt giảm mạnh 4 ngày sau thời điểm phát hành do những vấn đề kỹ thuật.
Trong vòng 12 tiếng kể từ thời điểm phát hành, lượng người chơi đồng thời của Cyberpunk 2077 trên Steam đạt con số 1 triệu. Phiên bản PlayStation 4 của Cyberpunk 2077 bán được 104.687 bản vật lý tại Nhật Bản trong tuần đầu tiên sau khi được phát hành, trở thành trò chơi bán chạy thứ hai trong tuần ở quốc gia này.

### Giải thưởng
| Năm  | Lễ trao giải                       | Hạng mục                                             | Kết quả   |
| ---- | ---------------------------------- | ---------------------------------------------------- | --------- |
| 2018 | Game Critics Awards                | Special Commendation for Graphics                    | Đoạt giải |
| 2018 | Game Critics Awards                | Special Commendation for Innovation                  | Đoạt giải |
| 2018 | 2018 Golden Joystick Awards        | Trò chơi được chờ đón nhất                           | Đoạt giải |
| 2018 | Gamers' Choice Awards              | Trò chơi được chờ đón nhất                           | Đề cử     |
| 2019 | Game Critics Awards                | Special Commendation for Graphics                    | Đoạt giải |
| 2019 | 2019 Golden Joystick Awards        | Trò chơi được chờ đón nhất                           | Đoạt giải |
| 2020 | 18th Visual Effects Society Awards | Outstanding Animated Character in a Commercial (Dex) | Đoạt giải |
| 2020 | Gamescom Award 2020                | Trò chơi PC xuất sắc nhất                            | Đoạt giải |
| 2020 | Gamescom Award 2020                | Trò chơi nhập vai xuất sắc nhất                      | Đoạt giải |
| 2020 | Gamescom Award 2020                | Best of Gamescom                                     | Đoạt giải |
| 2020 | Gamescom Award 2020                | Gamescom "Most Wanted" Consumer Award                | Đoạt giải |
| 2020 | Gamescom Award 2020                | Trò chơi Sony PlayStation xuất sắc nhất              | Đoạt giải |